# Alexandr Nikolajevič Ostrovskij
Alexandr Nikolajevič Ostrovskij (rusky Александр Николаевич Островский) (12. dubna 1823 v Moskvě, Rusko – 14. června 1886, Ščelykovo (Щелыково), Rusko) byl ruský dramatik. Ve svých dílech se zaměřoval především na život moskevské společnosti.
Počátky jeho tvory jsou spojeny s tzv. naturální školou, postupně však její rámec přerostl. Tvořil v období realismu a jeho dramatická díla se řadí k dílům jeho současníků Lva Nikolajeviče Tolstého, Fjodora Michajloviče Dostojevského a Ivana Sergejeviče Turgeněva.

## Život a dílo
Narodil se do rodiny moskevského obchodního právníka a tak mu byl svět obchodování blízký už od malička. Po ukončení moskevského gymnázia studoval právo na Lomonosovově univerzitě. Po ukončení studia v roce 1843 vstoupil do státní služby a pracoval u soudů až do roku 1851. Mnohé charaktery, ať už z jeho rodinného prostředí, nebo pracovních zkušeností, posloužily jako předobraz postav z komedie Dohodneme se, neboť jsme svoji.

Už jako sedmnáctiletý chlapec si oblíbil svět divadla a v roce 1847 začal psát své první dramatické pokusy, které i veřejně prezentoval. V témže roce se mu podařilo vydat jednu ze scén komedie Vždyť jsme svoji, která byla vydána ve své úplnosti o tři roky později, v roce 1850 pod názvem Bankrot. Díky této hře získal reputaci zručného dramatika. Sarkastický, ale pravdivý obraz o moskevských obchodních kruzích v nich vzbudil velkou nevoli a tato hra byla zakázána. Po zásazích cenzury byla znovu vydána v roce 1859 a v této znetvořené formě měla svoji premiéru roku 1861. Původní text hry se na jevišti objevil až v roce 1881. Právě tato divadelní hra přispěla k jeho odchodu ze státních služeb. 

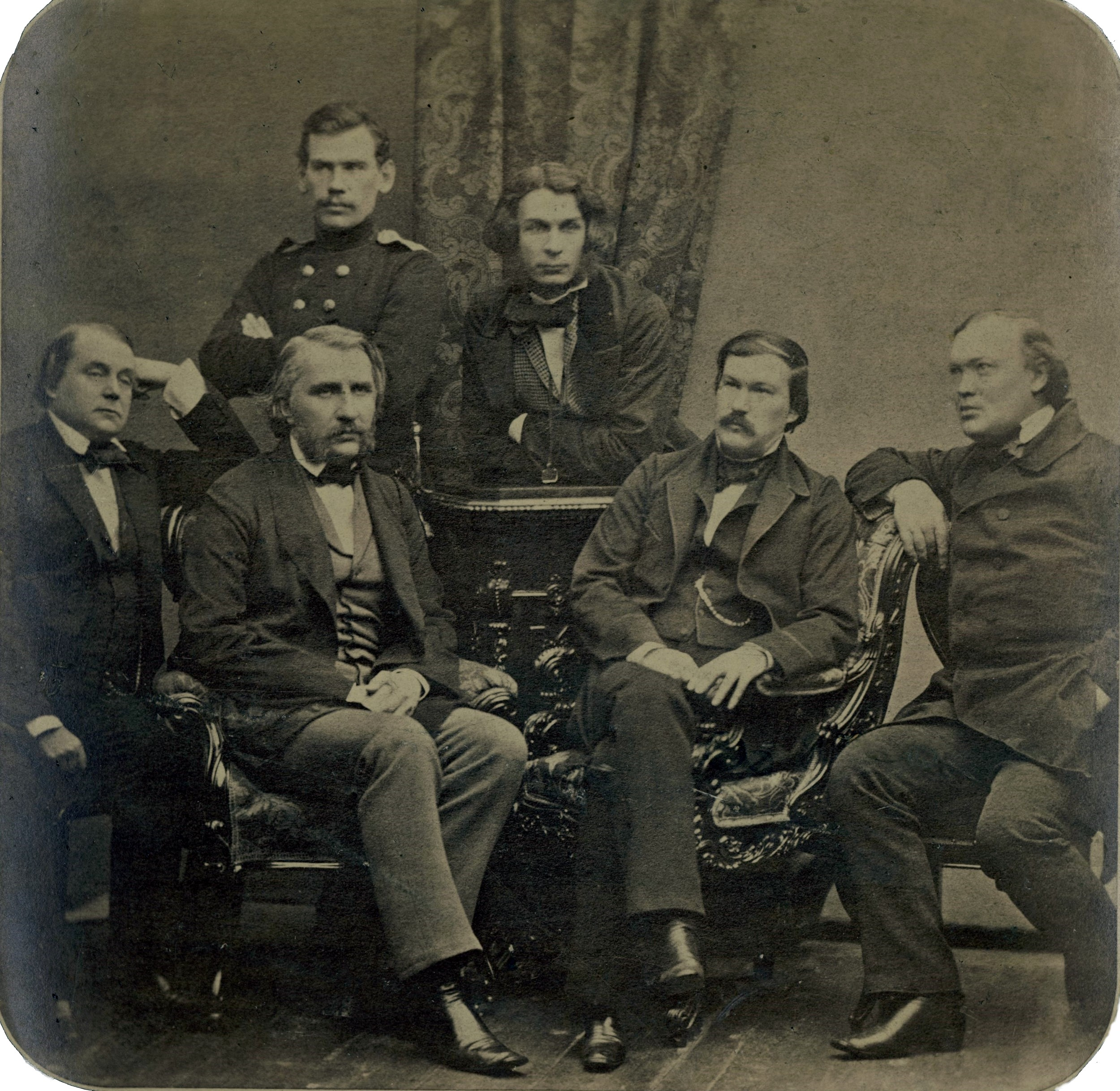
Sergej Lvovič Levickij: skupinový portrét ruských spisovatelů časopisu Современник (Současník) I. Gončarov I. Turgeněv, L. N. Tolstoj, Dmitrij Grigorovič, Alexandr Vasiljevič Družinin a Alexandr Ostrovskij (1856)

Po odchodu ze státních služeb se začal naplno věnovat psaní - mezi ruskými autory je výjimečný právě tím, že se věnoval výlučně jen dramatu a divadlu. V době svého života napsal 48 divadelních her, z toho osm bylo veršovaných. Věnoval se různým tématům, ať už to byly ruské dějiny nebo pohádkové hry. Těžiště jeho práce však leží v manýristických dramatech kriticky zobrazujících moskevskou společnost.
Následovala další hra Chudoba cti netratí, která vznikla pod vlivem slavjanofilského hnutí. Autor v ní kontrastuje ruskou tradici, ve které jsou poklady milost a láska, s povrchností a pozlátkem západní civilizace. Následovaly hry Bez věna a Nesedej si do cizích saní. Právě tato divadelní hra byla první, která byla v roce 1854 uvedena v divadle.
Pro potřeby carského námořnictva podnikl roku 1856 několikaměsíční průzkum horního toku Volhy, který zásadně inspiroval jeho tvorbu. Vedle eseje publikovaného v oficiálním časopisu carského námořnictva to platí především pro pětiaktové drama Bouře (oboje 1859), které vysoce hodnotil Dobroljubov a věnoval tomuto dramatu svou stať Paprsek světla v říši temna.
Je pochován na hřbitově při Kostele svatého Mikuláše v oblasti Ščelykova (село Никола-Бережки) v Kostromské oblasti.

## Výběrová bibliografie
- Vždyť jsme svoji (Свои люди — сочтёмся, původně pod názvem Bankrot, 1850)
- Chudoba cti netratí (Бедность не порок, 1854)
- Výnosné místo (Доходное место, 1856)
- Bouře (Гроза, 1860) – (Leoš Janáček vytvořil z Bouře operu Káťa Kabanová)
- Les (Лес, 1871)
- Pozdní láska (Поздняя любовь, 1873) divadelní hra o čtyřech dějstvích,
  - zpracováno v Československém rozhlasu v roce 1962 jako rozhlasová dramatizace. Překlad: Antonín Kurš, Rozhlasová úprava: Marcela Stefanová, Dramaturgie: Josef Hlavnička, Hudba: Bohumil Čipera, Režie: Oldřich Hoblík. Osoby a obsazení: Felicita Antonovna Šablovová (Jiřina Šejbalová), Gerasim Porfirjič Margaritov (Zdeněk Štěpánek), Ludmila, jeho dcera (Viola Zinková), Nikolaj Andrejevič Šablov, starší syn Šablovové (Otakar Brousek), Dormědont, mladší syn Šablovové (Ladislav Trojan), Onufrij Potapyč Dorodnov, kupec (Felix le Breux) a Varvara Charitonovna Lebědkinová (Vlasta Matulová)[5]
- Vlci a ovce (Волки и овцы, 1875)
- Nevěsta bez věna (Бесприданница, premiéra 1878)

## Fotogalerie

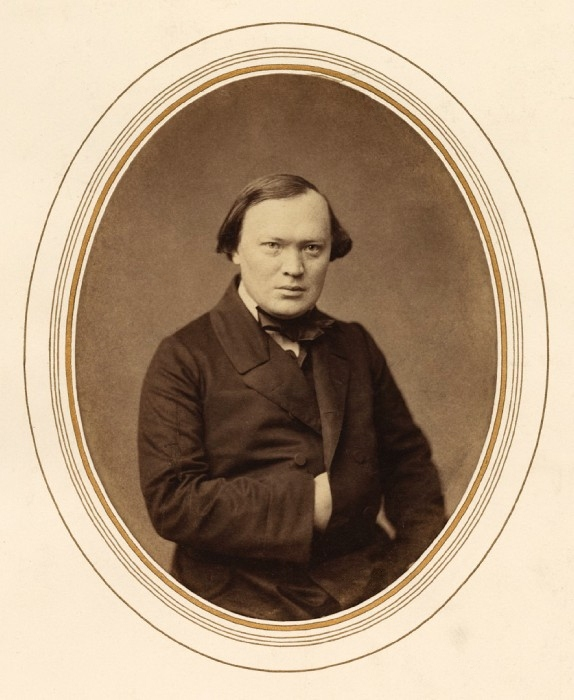
Alexandr Nikolajevič Ostrovskij (1856)
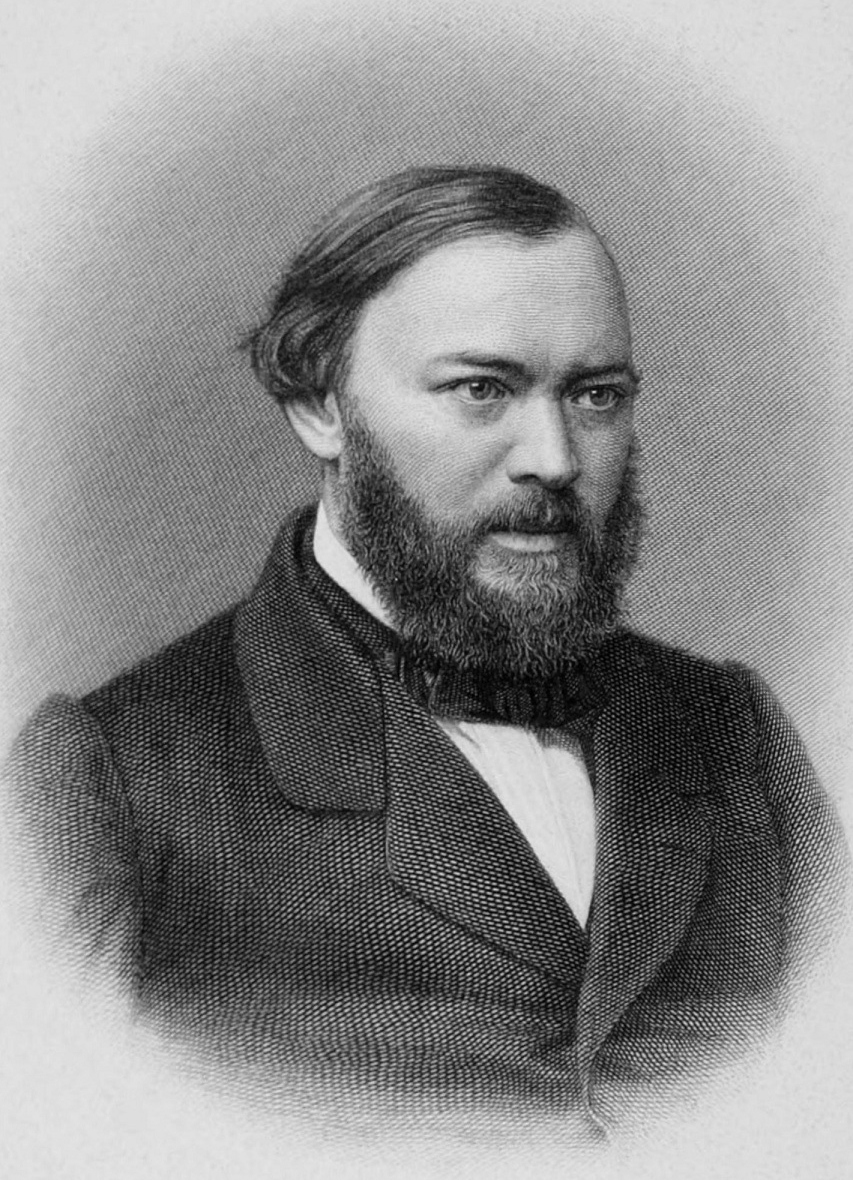
Alexandr Nikolajevič Ostrovskij (1870)
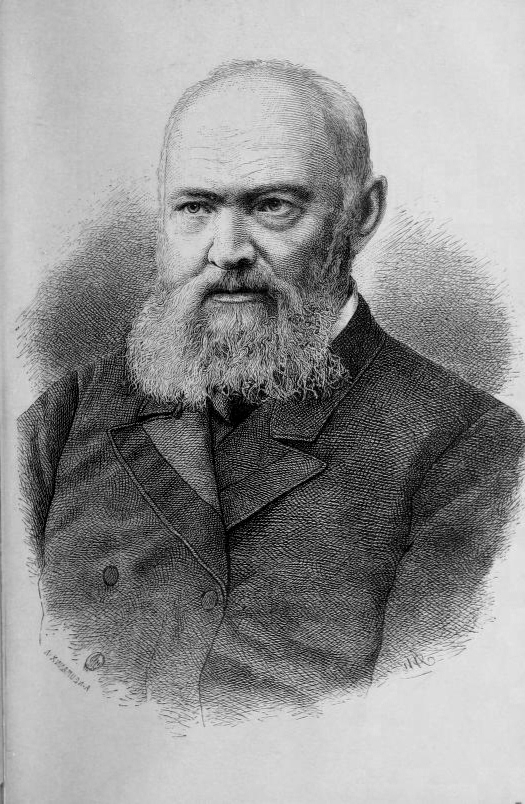
Alexandr Nikolajevič Ostrovskij (1885)
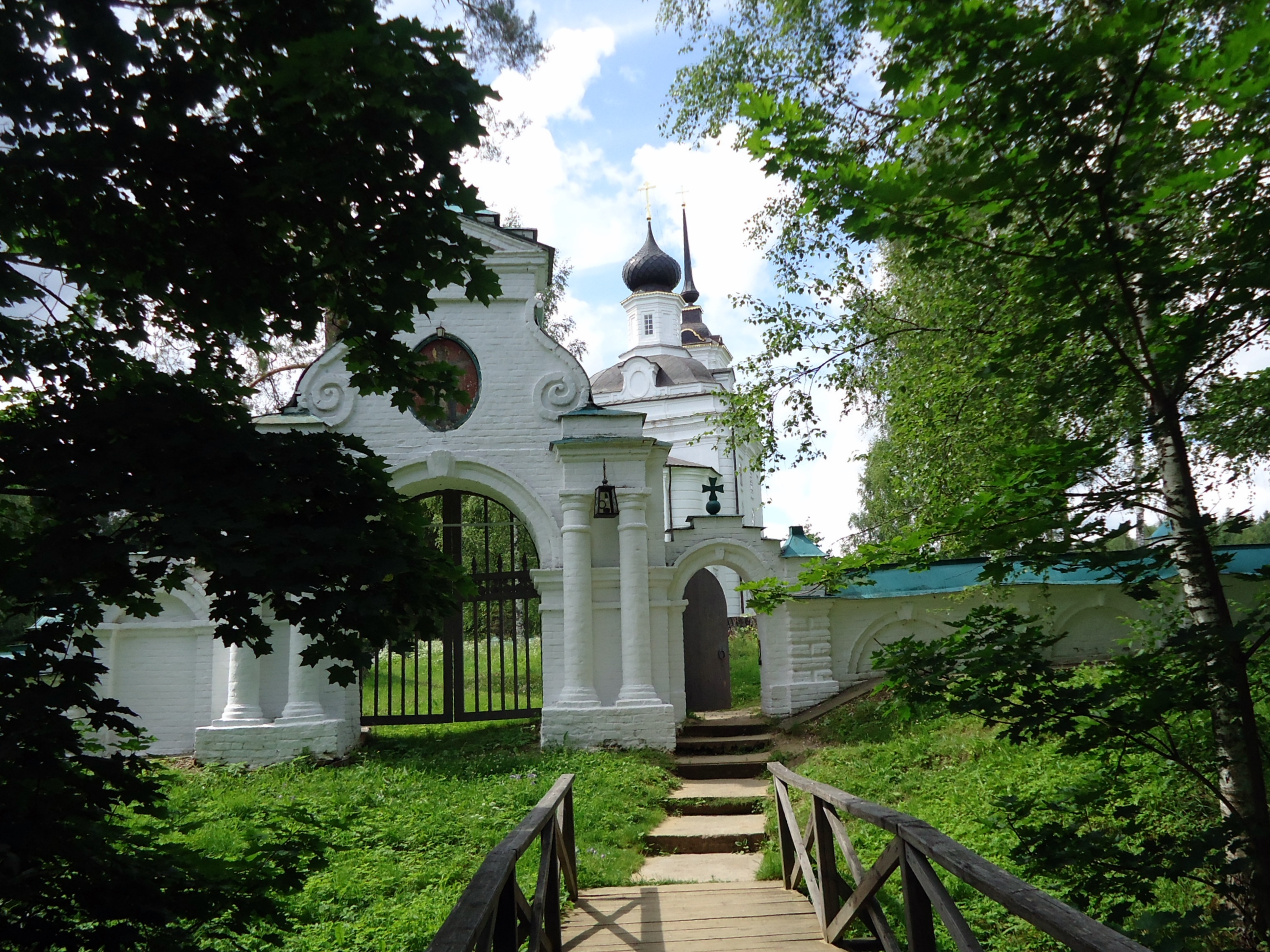
Místo jeho posledního spočinutí, nedaleko Ščelykova (Щелыково)
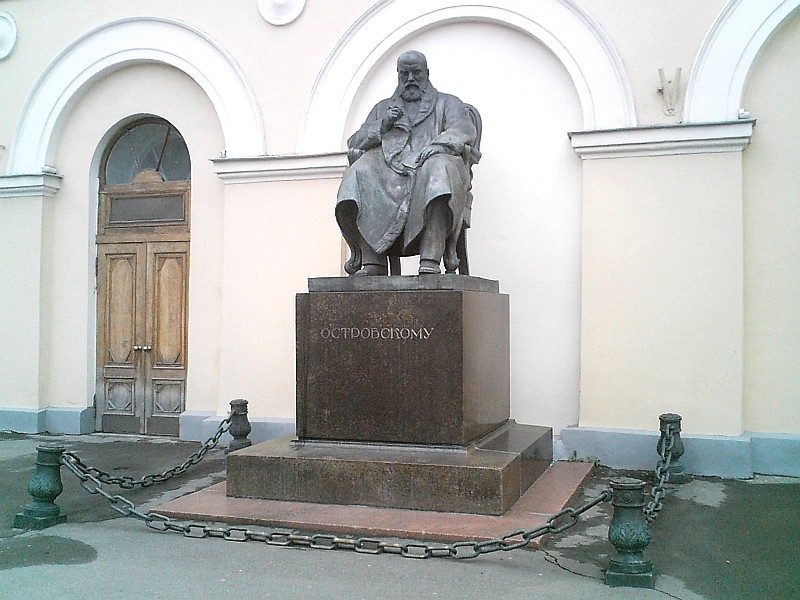
Socha A. N. Ostrovského v Moskvě (Малый театр)